# Bisacquino
Bisacquino é uma comuna italiana da região da Sicília, província de Palermo, com cerca de 5.220 habitantes. Estende-se por uma área de 64 km², tendo uma densidade populacional de 82 hab/km². Faz fronteira com Caltabellotta (AG), Campofiorito, Chiusa Sclafani, Contessa Entellina, Corleone, Giuliana, Monreale, Roccamena, Sambuca di Sicilia (AG).

## Demografia
| Variação demográfica do município entre 1861 e 2011                               |
|                                                                                   |
| Fonte: Istituto Nazionale di Statistica (ISTAT) - Elaboração gráfica da Wikipedia |